# Palais (Clain)
Der Palais ist ein kleiner Fluss im Südwesten von Frankreich, der im Département Vienne der Region Nouvelle-Aquitaine südwestlich der Stadt Poitiers verläuft.

## Geografie

### Verlauf
Der Palais entspringt einem kleinen See im nordwestlichen Gemeindegebiet von Coulombiers, verläuft generell nach Südost und mündet nach insgesamt rund 15 Kilometern im Gemeindegebiet von Vivonne als linker Nebenfluss in den Clain.
Auf seinem Weg quert der Palais mehrere bedeutende Verkehrswege:
- Die Bahnstrecke Saint-Benoît–La Rochelle-Ville im Oberlauf,
- die Hochgeschwindigkeitsstrecke LGV Sud Europe Atlantique im Mittelteil und
- die Route nationale 10 sowie die Bahnstrecke Paris–Bordeaux im Mündungsabschnitt.

### Orte am Fluss
(Reihenfolge in Fließrichtung)
- Maupertuis, Gemeinde Coulombiers
- Coulombiers
- Marçay
- Vivonne